# Guise
Guise település Franciaországban, Aisne megyében. Lakosainak száma 4510 fő (2022. január 1.). Guise Audigny, Flavigny-le-Grand-et-Beaurain, Lesquielles-Saint-Germain, Macquigny, Proix és Vadencourt községekkel határos.

## Népesség
A település népességének változása:
| Lakosok száma | 6805 | 6195 | 5976 | 5532 | 5173 | 4998 | 4824 | 4645 | 4559 | 4510 |
|               | 1968 | 1982 | 1990 | 2006 | 2011 | 2016 | 2017 | 2019 | 2020 | 2022 |